# Kurohone (Giappone)
Kurohone è un centro abitato del Giappone, ora facente parte della città di Kiryū, che sorgeva sulle pendici del Monte Akagi. Ricopre una superficie di circa e nel 2005 ospitava una popolazione di circa 2.600 abitanti.
| Controllo di autorità | VIAF (EN) 255813396 · NDL (EN, JA) 00289687 |